# Paul Tsongas
Paul Tsongas (14 de febrero de 1941 - 18 de enero de 1997) fue un político estadounidense. Miembro del Partido Demócrata y senador por Massachusetts entre 1979 y 1985.

## Primeros años
Nació en Lowell, Massachusetts. Hijo de un obrero griego emigrado a EE. UU. y de una mujer americana. Tras pasar por la Dartmouth College, se graduó en Derecho por la Universidad de Yale y en Administración Pública por la John F. Kennedy School of Government de la Universidad de Harvard.
Fue voluntario de los Cuerpos de Paz en Etiopía (1962-1964) y director de los Cuerpos de Paz para la región del Caribe (1967-1968). Tras tres años como asistente del fiscal general de Massachusetts, entró en política activa siendo elegido miembro del Consejo Municipal de Lowell en 1969 y comisionado del condado de Middlesex (1973-1974).

## Senador por Massachusetts (1979-1985)
En 1974 fue elegido miembro de la Cámara de Representantes de EE. UU. representando el 5.º Distrito de Massachusetts. Derrotó al congresista republicano Paul Cronin. 
Fue reelegido en 1976, y en 1978 decidió presentarse al Senado. El escaño estaba ocupado por el republicano Edward Brooke, un popular senador afroamericano que llevaba doce años en el Senado y que pocos creían que pudiera ser derrotado en 1978. Pero Tsongas decidió arriesgar y ganó. Derrotó al senador Brooke con el 55% de los votos.
Llegó al Senado con 37 años, considerado como una de las principales figuras de futuro del Partido Demócrata. Político pragmático e inteligente, al senador Tsongas le gustaba describirse a sí mismo como un "liberal" en temas como los derechos civiles, los derechos de la mujer o el medioambiente, y como un "realista" en lo referente a las políticas económicas. "No me importa que mis palabras suenen como las de un republicano cuando sé que estoy haciendo lo correcto", decía.
Fue el promotor de la famosa ley 'Alaska Lands Act' de 1980, a la que el presidente Jimmy Carter definió como la más importante legislación sobre conservación medioambiental del siglo XX en EE. UU..
En enero de 1984, Paul Tsongas anunció por sorpresa que se retiraría del Senado y no buscaría la reelección en noviembre de ese mismo año. Pocas semanas antes de su anuncio, a Tsongas le habían diagnosticado una clase de cáncer linfático que no podía ser curado, pero sí tratado. 
Según los médicos, la enfermedad no obligaba a Tsongas a salir del Senado ya que el tratamiento no tenía por qué afectar a sus capacidades físicas, pero sí le obligó a enfrentar la realidad de su propia mortalidad. No podía hacer todo lo que hubiera querido hacer. Por lo tanto, decidió que lo que más quería en la vida, a lo que no renunciaría si no pudiera tenerlo todo, era estar con su familia y ver crecer a sus hijos. Prefirió hacer eso a dar forma a las leyes de la nación o dejar su nombre escrito en los libros de historia. 
El también demócrata John Kerry le sucedió en su escaño en el Senado.

## Candidato a la presidencia de EE. UU. (1992)
Tsongas tuvo un trasplante de médula que fue bien durante cierto tiempo, aunque no consiguió librarse del 100% de sus células cancerosas. Trabajó como abogado en Boston y cuando ya parecía encontrarse recuperado tomó la decisión de retomar la política a lo grande.
El 30 de abril de 1991 proclamó su candidatura a la Casa Blanca por el Partido Demócrata. Fue de los primeros en entrar en la carrera. Cuando aún nadie se atrevía a dar el paso. El presidente George Bush se paseaba triunfante sobre los desiertos de Kuwait. Más del 90% de los encuestados estaban con el presidente. Tsongas parecía un insensato. Ni en su pueblo natal de Lowell, Massachusetts, le daban -ni a él ni a ningún demócrata- la menor posibilidad de derrotar a Bush.
Con la ayuda de su esposa Niki y de sus tres hijas, predicó un mensaje que aún no estaba de moda en su partido: menos gobierno y más iniciativa privada, menos impuestos y más inversiones, menos gasto militar y más recortes militares. "Ahorrar e invertir para poder crecer", ese era su lema. Con su campaña se convirtió en el principal valedor demócrata del centrismo, la disciplina presupuestaria y la reducción del déficit. Alejándose así de las doctrinas tradicionales del partido representadas por candidatos como el senador Tom Harkin (D-Iowa) o el exgobernador Jerry Brown (D-California), y en menor medida por el gobernador Bill Clinton (D-Arkansas).
Frente al modelo populista de esos tres rivales, fuera del escenario, Tsongas parecía un librero tímido, de color pálido, envergadura frágil, voz suave y un acento inconfundible de Nueva Inglaterra. «No soy una estrella de cine», repetía a menudo.
En el caucus de Iowa logró un aceptable segundo puesto por detrás de Harkin. Pero su gran momento llegó en Nuevo Hampshire, estado vecino de su Massachusetts natal. Ganó la primaria y rápidamente se convirtió en el front-runner de la carrera. Pero dos factores le impidieron consolidarse como favorito.
Por una parte está el hecho de que justo después de New Hampshire las primarias se trasladaban al Sur, donde Bill Clinton -que había quedado en tercer lugar en Nuevo Hampshire- se presentaba como el "hijo favorito"; por otra parte, Tsongas, con su plataforma pro-negocios, tenía indudable atractivo para los centristas e independientes, pero no supo ganarse la confianza de los grupos de intereses más liberales.
Clinton comenzó su racha de victorias en la primaria de Georgia y obligó a un Tsongas desesperado por no perder el impulso de Nuevo Hampshire, a invertir desesperadamente tiempo y dinero en el Sur, para competir en primarias como la de Florida, en las que Clinton era el claro favorito. Esto hizo que Paul Tsongas llegase al supermartes de marzo con las arcas de dinero agotadas y con pocas posibilidades de recuperación.
Tsongas venció en estados como Utah, Maryland y Washington, pero pronto anunció su retirada de la carrera y esto dejó a Jerry Brown, quien no había gastado dinero en las primeras primarias, como única alternativa a Clinton. Antes de despedirse de la carrera, Tsongas describió a Clinton como "un político sin escrúpulos y sin principios", capaz de prometerlo todo a todos.
Tsongas no logró vender sus ideas a los electores en 1992. Pero Clinton, convertido en presidente y después de la humillación de las legislativas de 1994, hizo suyas las propuestas políticas de Tsongas y se convirtieron en la mejor virtud de su mandato. Amigo de Wall Street, favorable a la reducción del gasto público, desconfiado del multilateralismo, pragmático...

## Muerte prematura
Poco después de abandonar su campaña presidencial, Tsongas fundó el Concord Coalition, junto con el senador republicano Warren Rudman y el exsecretario de Comercio Peter Peterson. Esta organización promueve políticas de control del gasto y equilibrio presupuestario.
Paul Tsongas murió el 18 de enero de 1997 en Boston. Tenía sólo 55 años. La causa de la muerte fue una neumonía relacionada con el tratamiento contra el cáncer que sufría desde hacía catorce años. El tumor de sus ganglios linfáticos se reprodujo en varias ocasiones y acabó finalmente con su vida a pesar de ser tratado médicamente en uno de los centros contra el cáncer más importantes del mundo, el Dana Farber Cancer Institute de Boston.